# Ierse parlementsverkiezingen 1957
De Ierse parlementsverkiezingen  1957 vonden plaats op 5 maart. De Dáil Éireann, het Ierse parlement, was eerder ontbonden op 4 februari.

## Achtergrond
Aan de verkiezingen van 1957 lag een conflict rondom de handelsbalans en de reactie van de regering daarop. Als gevolg daarvan diende Fianna Fáil een motie van wantrouwen in tegen de regering die kon rekenen op de steun van Fine Gael, de Labour-partij en Clann na Talmhan. Premier John A. Costello schreef als gevolg daarvan nieuwe verkiezingen uit.
De campagne draaide vooral rondom economische thema's en de actie Operation Harvest die door de IRA in het noorden was gelanceerd. Bij deze verkiezingen profiteerde vooral Sinn Féin daarvan. In de voorliggende jaren was de partij onder leiding van Paddy McLogan gereorganiseerd en herbouwd. Fianna Fáil ging met de 75-jarige Éamon de Valera aan het hoofd de verkiezingen in met de boodschap dat coalitieregeringen altijd onstabiel waren. Een belangrijke spreekbuis van de partij was Seán Lemass die koos voor een nieuwe lijn op economisch gebied. Bij deze verkiezingen brak Fianna Fáil met de Protectionisme|protectionistische lijn en legde de nadruk op het belang van vrijhandel.
Fine Gael en de Labour-partij legden tijdens de campagne vooral de nadruk op de successen van de voorliggende regeerperiode, maar slaagden daar niet goed in. Zij verloren beide veel zetels. Voor Clann na Poblachta met Seán MacBride als lijsttrekker bleef de langehoopte doorbraak uit. De partij verloor twee van haar drie zetels. Fianna Fáil behaalde een absolute meerderheid en vormde een nieuwe regering met aan het hoofd van De Varela.

## Uitslag
| Partij                        | Stemmen   | %    | ±%    | zetels | verschil |
| ----------------------------- | --------- | ---- | ----- | ------ | -------- |
| Fianna Fáil                   | 592.994   | 48,3 | ▲ 4,9 | 78     | ▲ 13     |
| Fine Gael                     | 326.699   | 26,6 | ▼ 5,4 | 40     | ▼ 10     |
| Irish Labour Party            | 111.747   | 9,1  | ▼ 3,0 | 12     | ▼ 7      |
| Sinn Féin                     | 65.640    | 5,3  | ▲ 5,2 | 4      | ▲ 4      |
| Clann na Talmhan              | 28.905    | 2,4  | ▼ 1,4 | 3      | ▼ 2      |
| Clann na Poblachta            | 20.632    | 1,7  | ▼ 1,4 | 1      | ▼ 2      |
| Irish Housewives' Association | 4.947     | 0,4  | ▲ 0,4 | 0      | 0        |
| Ratepayers' Association       | 3.113     | 0,3  | ▲ 0,3 | 0      | 0        |
| Onafhankelijken               | 72.492    | 5,9  | ▲ 0,6 | 9      | ▲ 4      |
| Totaal                        | 1.238.559 | 100% |       | 147    |          |